# 沖縄民主同盟
沖縄民主同盟（おきなわみんしゅどうめい）は、戦後のアメリカ施政権下の沖縄本島地域で、初めて結成された政党。

## 背景
太平洋戦争末期の1945年4月1日、アメリカ軍が沖縄本島に上陸し、日本軍と熾烈な地上戦の上にこれを占領した（沖縄戦）。同年8月には収容所へ強制収容された住民により、米軍の指導の下で沖縄諮詢会が組織されるが、あくまでも米軍の上意下達組織であった。1946年4月、沖縄諮詢会は沖縄民政府に改組されるが、民政府知事や沖縄議会議員も米国軍政府による任命制（非公選）であった。同年夏ごろから、戦争中本土に疎開していた旧沖縄県民が戻り始めた。彼らは米軍統治下の沖縄では本土以上の民主化が進んでいるだろうという幻想を持っていたが、帰島して直面した現実は正反対であった。彼らを中心として1947年5月、戦後沖縄初の政治集会である沖縄建設懇談会が開かれ、民意を代表する機関の設置、道義の高揚、配給物資の適正化が要求され、そうした機運の中で、政党の結成が望まれた。

## 結成から解散まで
その中で1947年6月15日、最初に生まれた政党が、沖縄民主同盟であった。党首（事務局長）には、戦前に県会議員を務めた経験があり、戦後は沖縄諮詢会の社会事業部長に任命され、沖縄議会議員でもあった仲宗根源和が就任した（仲宗根は1922年の日本共産党結成に参加した経歴も持つ）。他には大宜味朝徳（後に沖縄社会党を結成する）・山城善光・桑江朝幸らが参加した。
結党宣言は次のようなものであった。
しかし、沖縄民主同盟は明確な綱領がなく、方向性が不明確であった。なお、沖縄民主同盟の結成1か月後には沖縄人民党が発足している。
1948年4月、沖縄民政府の首脳陣が退陣すると、機関紙の『自由沖縄』は知事公選や議会政治を訴えて米軍より発行禁止を受け、発行人の山城善光が2000円の罰金を課せられた。1950年10月に行われた群島知事選挙で、沖縄民主同盟は沖縄社会党とともに沖縄民政府工務交通部長・松岡政保を擁立するも、民政府幹部らの推す平良辰雄に敗れる。さらにその1週間後に行われた群島議会選挙では、委員長の仲宗根をはじめ、4人の候補が全員落選した。
沖縄民主同盟は、1950年11月に結成された保守政党の共和党に吸収される形で解散し、沖縄群島知事となった平良は沖縄社会大衆党を結成した。

## シーツ軍政長官との会談
山城善光の回想によると、1949年12月30日、党代表の仲宗根と沖縄人民党代表の瀬長亀次郎とが合同で、ジョセフ・R・シーツ軍政長官と会談した。この時の動きが群島政府知事および立法院議員の公選につながっていった。